# Олийник, Андрей
Андрей Олийник (лит. Andrejus Olijnikas; род. 16 октября 1987, Каунас) — литовский гребец-байдарочник, выступающий за национальную сборную Литвы по гребле на байдарках и каноэ с 2011 года. Серебряный и бронзовый призёр чемпионатов мира, многократный победитель регат национального значения, участник летних Олимпийских игр в Рио-де-Жанейро.

## Биография
Андрей Олийник родился 16 октября 1987 года в Каунасе, Литовская ССР.
Заниматься греблей на байдарке начал в 2003 году, проходил подготовку в Каунасской гребной школе под руководством Сергея Сорокина.
Первого серьёзного успеха на взрослом международном уровне добился в сезоне 2011 года, когда вошёл в основной состав литовской национальной сборной и побывал на чемпионате мира в Сегеде, откуда привёз награду серебряного достоинства, выигранную в зачёте двухместных байдарок на дистанции 500 метров — в решающем финальном заезде его экипаж обошла только команда из Венгрии.
Будучи студентом, представлял страну на летней Универсиаде 2013 года в Казани, однако попасть здесь в число призёров не смог.
В 2015 году на первых Европейских играх в Баку финишировал шестым в двойках на дистанции 1000 метров.
Благодаря череде удачных выступлений удостоился права защищать честь страны на летних Олимпийских играх 2016 года в Рио-де-Жанейро. Вместе с напарником Ричардасом Некрёшюсом стартовал в программе K-2 1000 — они благополучно квалифицировались в главный финал и показали в решающем заезде пятый результат.
После Олимпиады в Рио Некрёшюс остался в составе гребной команды Литвы на ещё один олимпийский цикл и продолжил принимать участие в крупнейших международных регатах. Так, в 2017 году в двойках на тысяче метрах он выступил на мировом первенстве в Рачице, став в итоге седьмым.
В 2018 году в двойках на пятистах метрах завоевал бронзовую медаль на чемпионате мира в Монтемор-у-Велью, уступив в финале только командам их России и Сербии, тогда как в двойках на тысяче метрах был девятым.
В 2019 году в километровой дисциплине двухместных байдарок занял девятое место на мировом первенстве в Сегеде и четвёртое место на Европейских играх в Минске.